# Phare de Chauveau
Pour les articles homonymes, voir Chauveau.
Le phare de Chauveau face à la pointe du même nom au large de Rivedoux-Plage dans le pertuis d'Antioche, l'unique phare habitable, en mer dans le département de la Charente-Maritime. Accessible à pied à marée basse par fort coefficient, il est situé à 1 200 mètres de la pointe de Chauveau. Il mesure 30,70 mètres dont 27,30 mètres au-dessus de la mer.

## Historique
Le phare de Chauveau est construit entre 1839 et 1842 par l'ingénieur en chef Garnier et l'ingénieur second Potel.

## Une tour particulière
La tour de Chauveau est une construction de forme trompette. La base évasée, à profil concave, lui assure une bonne assise et une plus grande résistance aux chocs des vagues. Cette tour tronconique est conçue à la base avec un empattement en fût de chêne, recouverte de maçonnerie lisse, en pierre, peinte en blanc. Elle présente une silhouette d'une finesse étonnante pour un phare en mer, la plus fine de toutes les phares en mer habités, ce qui rendait d'ailleurs son séjour assez difficile pour les deux gardiens, qui devaient vivre dans des salles fort étroites.

## Les évolutions du phare
- Janvier 1874 : substitution de l'huile minérale par l'huile de colza.
- 1906 : l'huile de colza est remplacée par la vapeur de pétrole.
- 1968 : le phare est automatisé à la suite de l'installation d'un aérogénérateur.

## Chauveau aujourd'hui
Le phare possède encore tout son mobilier d'époque. Des travaux de réhabilitation et de modernisation sont prévus. En plus de la source d'énergie éolienne, on réfléchit à la mise en place d'un dispositif solaire. Le feu deviendra de plus en plus efficace et peu gourmand en énergie. À ce jour, le phare de Chauveau n'est pas ouvert à la visite. Le banc de Chauveau est propice à la pêche à pied, toutefois la pêche des huîtres y est interdite.
Le phare fait l’objet d’une inscription au titre des monuments historiques depuis le 15 avril 2011.

## Galerie

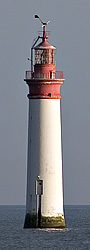
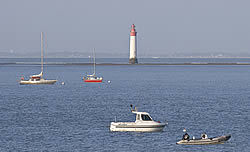
Le phare et le banc de Chauveau, en arrière-plan l'île d'Oléron.
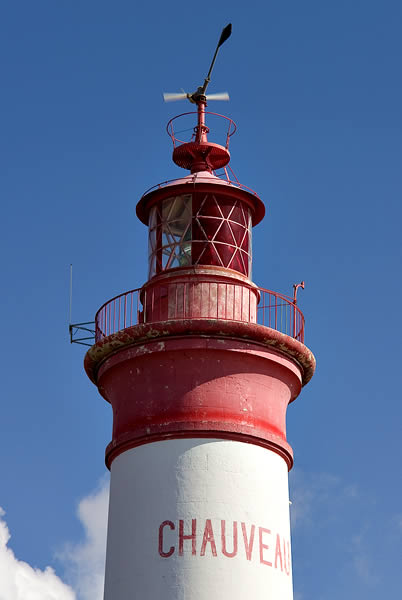
La lanterne.
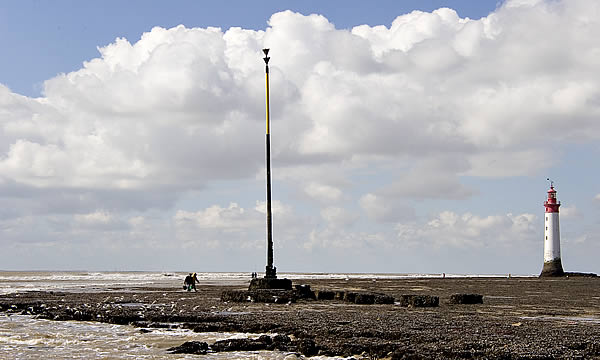
Le banc de Chauveau, balise de Greffé.
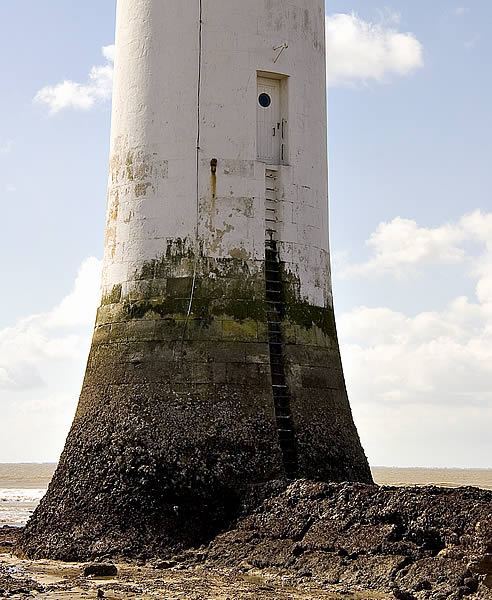
L'entrée du phare.
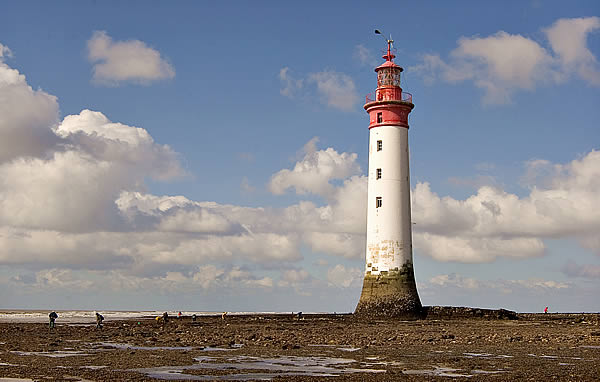
Le phare à marée basse (coefficient de marée 115).
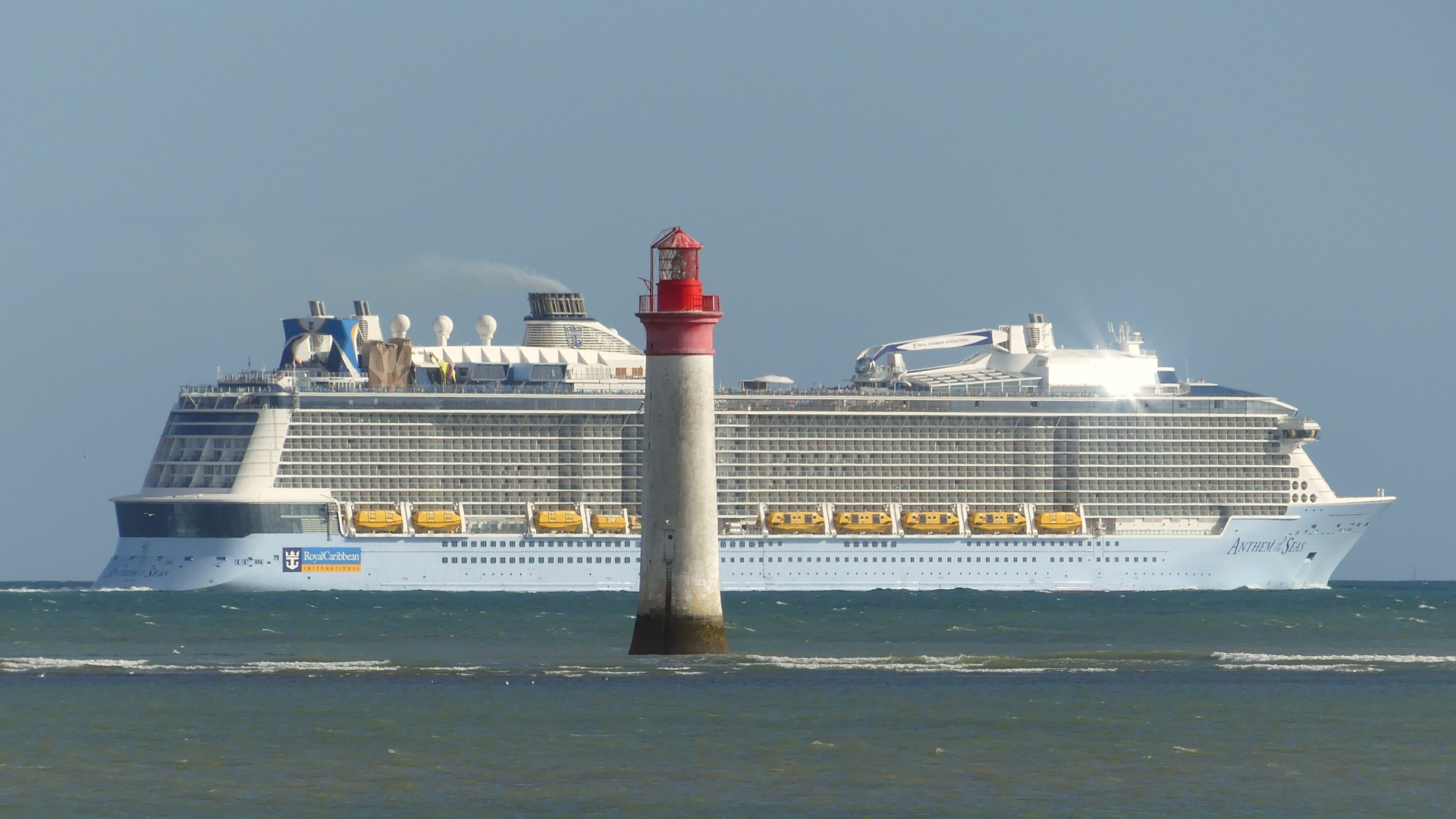
Un paquebot quittant La Rochelle passe devant le phare.